# Óin
Óin (2774 Tredje Alder – 2994 Tredje Alder) er en fiktiv person fra J.R.R. Tolkiens bog Hobbitten.
Dværg fra Durins hus. Han var en af dværgene der fulgte Thorin Egeskjold til Bilbos hus.
Han var en del af gruppen med dværgene, Bilbo og Gandalf der drog imod det ensomme bjerg. Efter Smaug var blevet dræbt flyttede han ind i det Ensomme Bjerg.
I Ringenes Herre - Eventyret om Ringen finder man ud af at Óin tog med Balin til Moria. I den store bog, som Gandalf finder i Moria, står der, at Óin blev dræbt i år 2994 af Vandets Vogter.